# Městská knihovna v Třebíči
Městská knihovna v Třebíči je knihovna v Třebíči, původně založená jako Knihovna pro lid v roce 1885. MK Třebíč sídlí v nově rekonstruované budově na Hasskově ulici v části města Vnitřní Město.

## Historie
Prvním krokem k založení obecní knihovny v Třebíči bylo ustanovení Spolku pro zakládání knihoven. To se stalo 6. dubna 1885. Zakladateli spolku byli Alois Grimmich, profesor gymnázia Jan Pochop a učitel František Doležel. Ještě toho dne byly sepsány zakládací listiny o založení veřejné knihovny s názvem Knihovna pro lid. Jejím prvním působištěm měla být malá místnost v budově bývalé německé školy na Hasskově ulici. První knihy byly většinou dary od občanů města. Již ve třetím roce měla knihovna úctyhodných 1888 svazků a 177 členů. Během prvních deset let působení veřejné knihovny bylo čtenářům zapůjčeno asi 150 000 svazků. Všechny aktivity a nákup knih byly v té době hrazeny pouze z příspěvků členů, proto se spolek neustále pokoušel o zvýšení počtu členů. V rámci zviditelnění svých aktivit a zlepšení finanční situace spolek uspořádal roku 1885 první dva koncerty, návštěvnost však nebyla vysoká, proto spolek na těchto akcích spíše prodělal. Větší úspěch sklidil až koncert o svatodušních svátcích roku 1891, kdy bylo vybráno 115 zlatých, které plně připadly knihovně. O zajištění stálých příjmů bylo postaráno ještě rozmístěním pokladniček po restauracích a vinárnách nebo výnosem z turnajů v kuželkách. Knihovně občané pomáhali i svými knižními dary, někdy velmi hodnotnými. Velký obrat pro knihovnu přišel v roce 1919, kdy byl schválen zákon o veřejných knihovnách. Reakcí na něj bylo převzetí spolkové knihovny městem a její přejmenování na Husovu veřejnou knihovnu. Finanční potřeby knihovny byly vyřešeny městskými dotacemi.
Dne 15. ledna 1929 se stal ředitelem písecký rodák František Křesťan, za jeho vedení ve třicátých letech knihovna zažívá rozmach, počet výpůjček rostl a knihovna začala vydávat časopis Čtenář, který se stal vůbec druhým časopisem vydávaným knihovnou v tehdejším Československu. Poměrně často se v tomto období píše o knihovně v novinách, kde je hodnocena velmi kladně.
Období rozmachu končí druhou světovou válkou, kdy je zastaveno i vydávání časopisu Čtenář. Další rozvoj přichází až po druhé světové válce. Knihovna již natrvalo získává svou vlastní budovu a dále se rozrůstá. V roce 1946 se v třebíčské knihovně objevila novinka, kdy František Křesťan zavedl v knihovně volný výběr knih. V roce 1967 pak byl z pozice ředitele odvolán. Pozdějším ředitelem byl Vladimír Lavický. Knihovna byla přejmenována na Okresní knihovnu a sídlila ve dvou budovách na Hasskově ulici, tyto budovy město získalo od tehdejšího Městského NV v roce 1983. Od tohoto roku byla řešena i rekonstrukce budovy bývalé školy na Hasskově ulici, měla do ní být vrácena škola, nicméně by to znamenalo zlikvidování projektové dokumentace v hodnotě 230000 Kčs. V této době taky bylo z hlavní budovy knihovny (nynější budova knihovny) detašováno dětské oddělení, oddělení zpracování fondů a celookresní metodika.
Po roce 1993 je přejmenována na Městskou knihovnu v Třebíči. V současné době působí knihovna ve třech pobočkách a při ZMVŠ. Má více než 157 000 návštěvníků ročně a zapůjčuje více než 410 000 knih ročně.
V roce 2020 byla v knihovně uvedena výstava obrazů staré Třebíče. V roce 2020 při pandemii nemoci covid-19 bylo v listopadu otevřeno tzv. výdejní okénko. V roce 2021 byla provedena rekonstrukce knihovny, byly vyměněny dva výtahy a schodiště, šlo o první etapu celkové rekonstrukce. Později by měla být rekonstruována všechna patra knihovny, k tomu došlo v roce 2024. Byla vyměněna okna, dveře, opravena elektroinstalace a připraven bezbariérový přístup, celková cena dosáhla 18 milionů Kč. V přízemí také byla zrušena počítačová učebna, zbyly pouze čtyři počítače a nově jsou k dispozici roboti. Nově bylo také upraveno i dětské oddělení knihovny. Zásadně bylo také upraveno oddělení pro dospělé čtenáře, které je více otevřené a průchozí. Knihovna je nově i kompletně bezbariérová.

## Pobočky
Pobočka v Borovině byla v roce 2019 přestěhována do novějších prostor na Okružní ulici. Nově má pobočka mít bezbariérový přístup. Pobočku v Modřínové ulici bude město rekonstruovat později v roce 2024, měla by získat celou novou budovu na místě stávající budovy knihovny. Pobočku v Okružní ulici čeká rekonstrukci v roce 2025. Ta byla zahájena na počátku roku, následně pak začne další rekonstrukce pobočky na Modřínové ulici.

## Osobnosti
- Josef Šabacký